# Asociación Coreana de Hispanistas
La Asociación Coreana de Hispanistas (ACH) es una asociación cultural que se ocupa del estudio e investigación de la lengua y la cultura del Idioma español de Seúl, en Corea del Sur.

## Historia de la asociación
En Corea del Sur, tras la década de 1980, empieza a surgir un nuevo hispanismo, con la formación de varias secciones en las diferentes universidades, como en la Universidad Nacional de Seúl, la Universidad Kyung Hee o la Universidad de Corea.
En la actualidad, el número de universidades con sección de español ha ascendido a catorce en todo el territorio surcoreano.
La Asociación Coreana de Hispanistas se fundó en Seúl el 17 de abril de 1981 y realiza dos congresos anuales, en junio y diciembre. Actualmente, publica la revista Estudios Hispánicos.
La Asociación Coreana de Hispanistas en la actualidad es una de las asociaciones más activas de todo el continente asiático estimulando a que el secretario de Estado de Asuntos Exteriores de Corea del Sur anunciase la creación en Seúl de una sede del Instituto Cervantes.